# Cristo portacroce (Lotto)
Il Cristo portacroce è un dipinto a olio su tela (66x60 cm) di Lorenzo Lotto, datato 1526 e conservato nel Museo del Louvre a Parigi. L'opera è firmata e datata "Laur. Lotus / 1526", sulla base del trono.

## Storia
L'opera risale al soggiorno veneziano dell'artista e si rifà a un tema allora molto in voga, trattato da Giorgione, Giovanni Bellini, Tiziano e altri. Forse era destinata a una committenza privata. Le fonti antiche citano ben due dipinti con questo soggetto per mano di Lotto in collezioni veneziane: uno in casa del nobile bergamasco Jacopo Pighetti, che forse è il più probabile ad essere identificato con l'opera del Louvre. Portato a Roma sarebbe poi infatti stato venduto in Francia; l'entrata al Louvre risale appena al 1982.
L'opera è firmata sul braccio trasversale della croce, in basso a destra: Laur. Lotus 1526

## Descrizione e stile
L'ascesa di Cristo al Calvario è rappresentata con un'inquadratura molto stretta, dominata dalla mezza figura di Gesù, vestito di rosso, con la croce in spalla e circondato da sgherri che lo scherniscono e lo colpiscono. Gesù rivolge così allo spettatore uno sguardo di composto ma intenso dolore, sottolineato dalle lacrime, all'insegna del patetismo tipico dell'autore, in grado di facilitare l'identificazione delle sofferenze del fedele con quelle di Cristo secondo le pratiche dell'epoca. Aumentano questo effetto di sofferenza dettagli come le ferite della corona di spine, o la luce che drammatizza particolari come il pugno del soldato che prende Cristo per i capelli, o ancora le mani diafane di Cristo.
Le figure dei carnefici sono volutamente caricaturate e tagliate fuori dall'inquadratura, per non distogliere l'attenzione dalla figura divina e suggerire l'effetto di una schiera di torturatori molto più ampia.
Straordinaria è, come si è accennato, la resa luminosa, di estrema finezza, testimoniando la volontà dell'artista di ingraziarsi il raffinato pubblico veneziano.